# Jaguar Mark IX
Jaguar Mark IX byl luxusní automobil vyráběný britskou automobilkou Jaguar Cars mezi lety 1958 a 1961. Předchůdcem mu byl z velké části shodný model Mark VIII, nástupcem pak zcela nový model Mark X.
Jaguar Mark IX se po stránce vzhledu od svého předchůdce téměř nelišil. Elegantní čtyřdveřová karoserie s úctyhodnou délkou 4 990 mm a dvoubarevným nátěrem odděleným chromovanou páskou zůstala zachována. Většina změn se odehrála po technické stránce.
Původní 3,4 litrový motor byl nahrazen novým řadovým šestiválcem XK o objemu 3 781 cm3. Stejný motor používal také jeho nástupce typ Mark X (do 1964), sportovní model XK 150 (od 1959) a další. Poskytoval výkon 164 kW (220 k) při 5 500 ot./min, což stačilo k dosažení max. rychlosti až 184 km/h.
Další velmi důležitou inovací bylo zavedení kotoučových brzd na všechna čtyři kola a posilovače řízení do standardní výbavy.. To značně přispělo k snadnějšímu ovládání vozidla zejména ve vyšších rychlostech.Většina vozů byla dodávaná s třístupňovou automatickou převodovkou Borg Warner, ale byla nabízena také čtyřstupňová manuální s převodem dorychla.
Jak bylo u značky Jaguar zvykem, interiér nabízel velkou míru luxusu. Nechybělo obložení interiéru ořechovým dřevem, čalounění kůží, podlaha vyložená hustým kobercem nebo přední sedadla opatřená opěrkami hlavy a výklopné stolky pro cestující na zadních sedadlech. Cestující na předních sedadlech zase měli možnost sledovat oblohu pomocí posuvného střešního okna. Bylo vyrobeno přesně 10 009 vozů, které všechny vznikly v továrně Jaguaru v Coventry.